# Laccophilus proximus
Laccophilus proximus är en skalbaggsart som beskrevs av Thomas Say 1823. Laccophilus proximus ingår i släktet Laccophilus och familjen dykare. Inga underarter finns listade i Catalogue of Life.